# 柏林地鐵5號線
柏林地鐵5號線（德語：U-Bahn-Linie 5）是德國柏林的一條地鐵路線，該線由位於米特的柏林火車總站起始，地底段往東行駛經過亞歷山大廣場車站、腓特烈斯海恩、利希滕貝格以及腓特烈斯費爾德後在動物公園附近出土。路線繼續途經考爾斯多夫和黑勒斯多夫抵達市界旁的赫諾。

## 沿革
此路線在1930年12月21日開通，當時列車由亞歷山大廣場進發，沿著法蘭克福大道的地底行駛至腓特烈斯費爾德並設有10個車站。路線當初以拉丁字母被命名為「E線」。

### 戰後東延
在經歷柏林分裂後，這條被戰火蹂躪至殘破不堪的鐵路成為了唯一全線均位於蘇聯佔領區的地鐵線。東德政府在戰後重建並把這條線路向東延伸：第一階段新增的動物公園站在1969年9月19日動工，至1973年6月25日通車。及後因應城市的發展，本線在1980年代曾兩次再度東延：在1988年7月1日此路線新增比斯多夫南站和埃爾斯特韋達廣場站兩個車站；在1989年7月1日線路則再次延長並增加7個車站，其中位於城市邊界旁的赫諾站為了今天U5線東面的總站。

### 西延發展

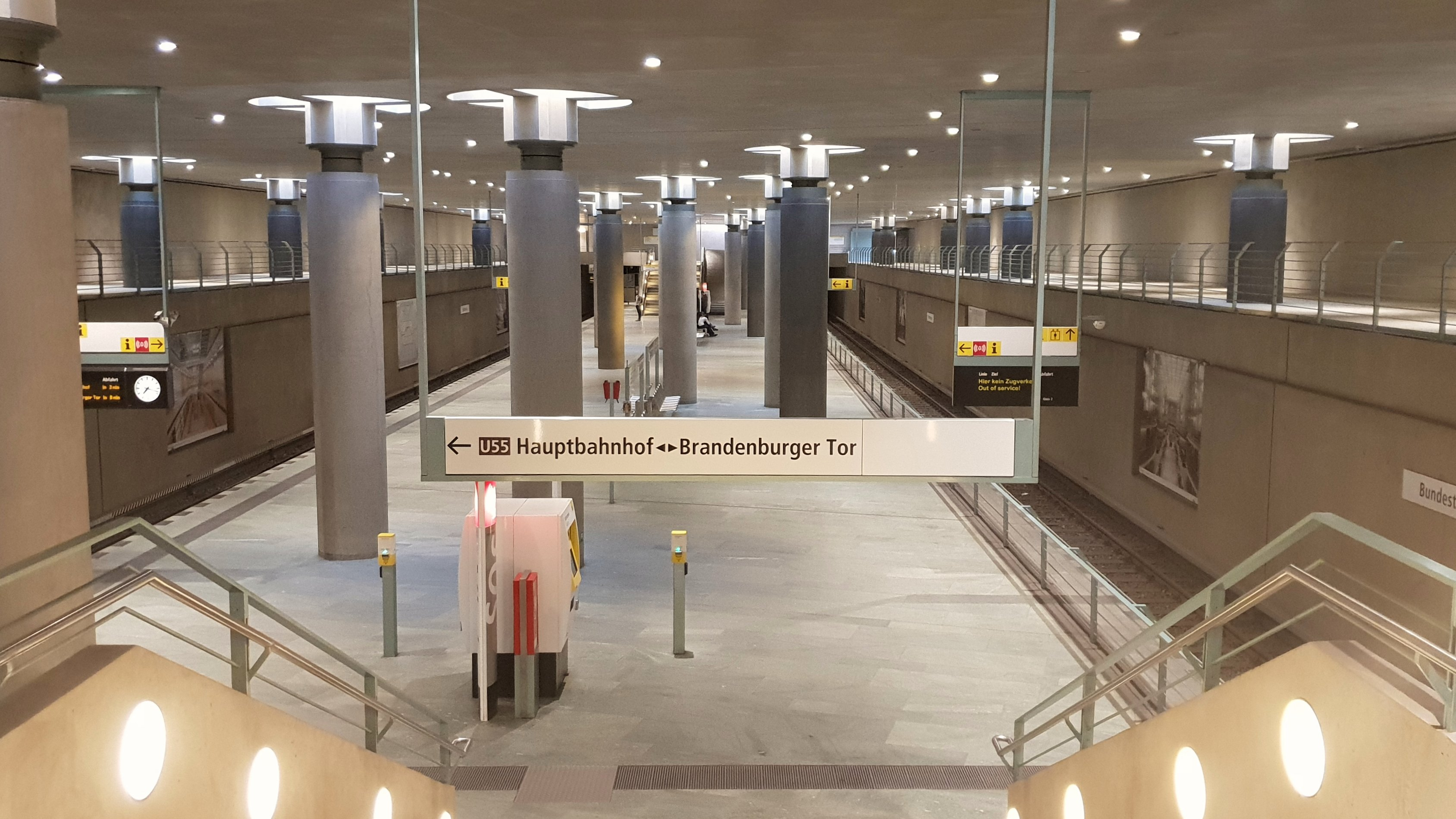
2009年至2020年間的國會站，當時該站僅有一個月台提供服務。

在地鐵路網中，本路線自開通起計至2020年近90年間一直只有一個轉車站，所有欲轉乘地鐵其他路線的乘客都必需要在亞歷山大廣場站下車後再轉線。兩德統一和東西柏林的合併為線路向西延長清除了地緣政治的阻礙，本線的西延段—總理線（德語：Kanzlerlinie）在2000年1月19日開始施工。因為工程資金貧乏，路線未能趕及在2006年世界盃通車，只能一分為二通車。

2009年8月8日只有3個車站，長1.8公里的火車總站-勃蘭登堡門段先行通車，並以U55線的名义临时运行。然而當時U55線沒有連接任何柏林地鐵其他線路，而且列車只能以單軌雙程行車提供每10分鐘一班的服務。此等狀況維持超過10年直至介乎勃蘭登堡門站至亞歷山大廣場站的路段於2020年12月4日通車方才改善。

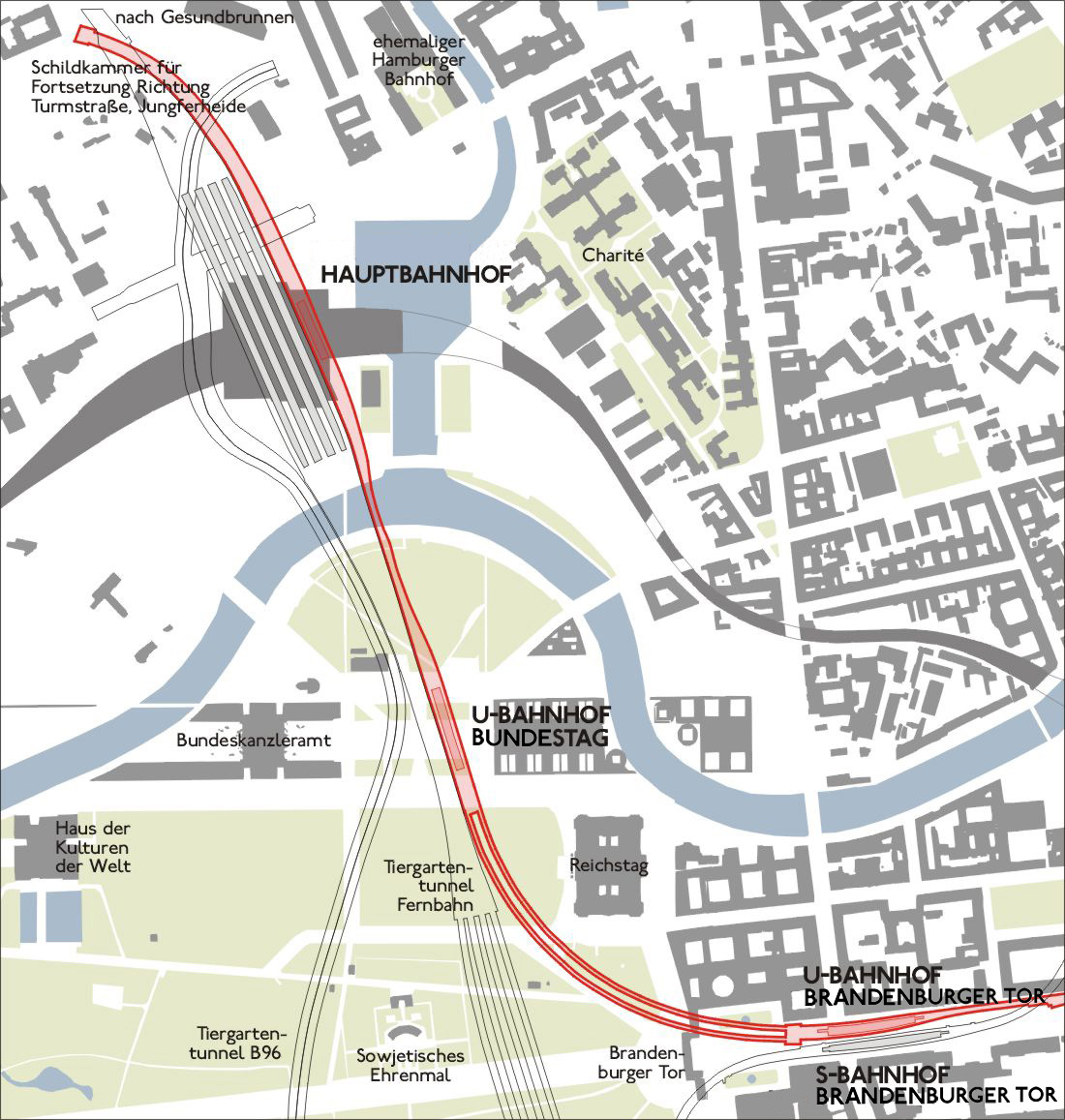
U5西延线的先行通车段，曾在全线贯通前以U55线的名义运营。

2020年通車的新路段於2010年始建，長2.2公里的路線除了在紅色市政廳旁設站外，路線在菩提樹下大街也新增一個與U6線換乘的車站並取代了U6線原有的法蘭西大街站。2020年的延长段将主线与U5线连接起来后，U55线亦自此完全并入主线（U5线）运营。
本路線西延段還有一個車站毗鄰博物館島，但由於站點橫越施普雷河的河底，繁複的工序使得車站未能與路線同步竣工。列車曾經有大約半年的時間採取過站不停的方式通過博物館島站，直至2021年7月9日車站投入服務為止。

## 車站列表
| 中文站名           | 德文站名 | 轉乘路線                         | 通車日期       |
| ------------------ | -------- | -------------------------------- | -------------- |
| 火車總站           |          | 柏林城市快鐵：、； 德國鐵路      | 2009年8月8日   |
| 國會               |          |                                  | 2009年8月8日   |
| 勃蘭登堡門         |          | 柏林城市快鐵：、                 | 2009年8月8日   |
| 菩提樹下大街       |          |                                  | 2020年12月4日  |
| 博物館島           |          |                                  | 2021年7月9日   |
| 紅色市政廳         |          |                                  | 2020年12月4日  |
| 亞歷山大廣場       |          | 、； 柏林城市快鐵：、； 德國鐵路 | 1930年12月21日 |
| 舍林大街           |          |                                  | 1930年12月21日 |
| 施特勞斯貝格廣場   |          |                                  | 1930年12月21日 |
| 韋伯草地           |          |                                  | 1930年12月21日 |
| 法蘭克福門         |          |                                  | 1930年12月21日 |
| 撒馬利亞大街       |          |                                  | 1930年12月21日 |
| 法蘭克福大道       |          | 柏林城市快鐵：、                 | 1930年12月21日 |
| 抹大拉大街         |          |                                  | 1930年12月21日 |
| 利希滕貝格         |          | 柏林城市快鐵：、； 德國鐵路      | 1930年12月21日 |
| 腓特烈斯費爾德     |          |                                  | 1930年12月21日 |
| 動物公園           |          |                                  | 1973年6月25日  |
| 比斯多夫南         |          |                                  | 1988年7月1日   |
| 埃爾斯特韋達廣場   |          |                                  | 1988年7月1日   |
| 伍赫勒塔爾         |          | 柏林城市快鐵：                   | 1989年7月1日   |
| 考爾斯多夫北       |          |                                  | 1989年7月1日   |
| 金貝格（世界花園） |          |                                  | 1989年7月1日   |
| 科特布斯廣場       |          |                                  | 1989年7月1日   |
| 黑勒斯多夫         |          |                                  | 1989年7月1日   |
| 路易斯·萊溫大街    |          |                                  | 1989年7月1日   |
| 赫諾               |          |                                  | 1989年7月1日   |